# Claudio Palumbo
Claudio Palumbo (* 30. ledna 1965 Venafro) je italský římskokatolický duchovní a biskup Termoli-Larino.

## Život
Narodil se 30. ledna 1965 ve Venafro.
Vstoupil do kněžského semináře a studoval na teologickém institutu v Chieti. Dne 15. srpna 1990 byl arcibiskupem Ettore Di Filippo vysvěcen na kněze a inkardinován do diecéze Isernia-Venafro. Roku 1994 obdržel na Papežské univerzitě Gregoriana licenciát z církevní historie a roku 2006 doktorát. Vyučoval na teologickém institutu a od roku 2009 působil jako generální vikář diecéze.
Dne 5. června 2017 jej papež František jmenoval biskupem Triventa. Biskupské svěcení přijal 8. září z rukou biskupa Camilla Cibottiho a spolusvětiteli byli biskup Domenico Angelo Scotti a arcibiskup Salvatore Visco. Od 17. února 2024 je členem Dikasteria pro blahořečení a svatořečení. Po rezignaci biskupa Gianfranca De Luca byl ustanoven biskupem Termoli-Larino.